# Baronville (België)
Baronville (Waals: Baronveye) is een dorp in de Belgische provincie Namen en een deelgemeente van de stad Beauraing. Tot 1 januari 1977 was het een zelfstandige gemeente.

## Demografische ontwikkeling
- Bron: NIS; Opm:1831 t/m 1970=volkstellingen; 1976=inwoneraantal op 31 december